# Động đất Hawaii 1868
Động đất Hawaii 1868 (tiếng Anh: 1868 Hawaiʻi earthquake) là trận động đất xảy ra vào lúc 16:00 (theo giờ địa phương), ngày 2 tháng 4 năm 1868. Trận động đất có cường độ 7.9 richter, không rõ tâm chấn độ sâu. Động đất đã gây ra sóng thần cao khoảng 12–15 m. Hậu quả trận động đất đã làm 77 người thiệt mạng.